# To & Owo
To & Owo – polski magazyn telewizyjny, powstały w Łodzi (wydawcą tytułu była spółka Midas), a od 23 maja 2012 roku wydawany w Warszawie. Zawiera programy polskojęzycznych stacji telewizyjnych.
Wydawany był od czasu schyłku PRL, przed rokiem 1990, kiedy analogowe odbiorniki satelitarne nie były jeszcze szeroko dostępne w Polsce.
W 2001 roku przejęty przez wydawnictwo Bauer, które wielokrotnie odświeżało szatę graficzną pisma, w celu umieszczenia nowo powstałych stacji telewizyjnych nadających poprzez nadajniki naziemne, kablówki, czy też platformy cyfrowe.
Oprócz programów telewizyjnych, tygodnik zawiera rubryki poświęcone gwiazdom filmowym, muzyce, serialom, hitom kinowym i telewizyjnym, podróżom, poradom TV-Sat oraz nowościom video i dvd.
„To & Owo” tworzy wraz z tygodnikiem „Tele Tydzień” grupę „Premium TV” Wydawnictwa Bauer, czyli magazynów telewizyjnych drukowanych w eleganckiej, twardej okładce.
„To & Owo” w przeciwieństwie do innych gazet telewizyjnych stosuje format programowy sobota–piątek, podczas gdy pozostałe gazety piątek–czwartek.